# مهرجان دمنهور الدولي للفلكلور
مهرجان دمنهور الدولي للفلكلور (بالانجليزية:Damanhour international folk festival). هو مهرجان دولي فنّي ثَقافي يُقام سنوياً بمدينة دمنهور في جمهورية مصر. تأسس سنة 2013. يقدم المهرجان عروضا فولكلورية راقصة، والتي تؤديها فِرق محليّة وعالمية، بالإضافة إلى الأمسيات الموسيقية وعروضا فنية.

## أهدف المهرجان
فكرة المهرجان تبلورت حول استضافة عدد من الفرق الفنية المصرية والاجنبية التي تعني بتقديم الفولكلور والتراث الشعبي وتعبر عن ثقافات الشعوب بهدف توثيق هذا الموروث الفنى نظراً لأهميتة الكبيرة في دراسة خصائص المجتمعات والبحث في عوامل تطور الأمم بالعودة لتراثهم. الفنون التي تقترب من الشعوب من أجل الحفاظ على الهوية والمساهمة في جمع وتصنيف وحفظ كافة أنواع الفلكلور على المستويين المحلى والعالمى لمد جسور وعلامات نسترشد بها من أجل الأجيال القادمة بالتفاعل مع مجتمعنا ليصبح لتراثنا دورا مؤثرا وايجابيا بين شعوب العالم في محاوله جادة لاستكمال حوار الثقافات الذي لم ينقطع.

## دورات ومواعيد المهرجان

### الدورة الأولى 2013
- مهرجان دمنهور الدولى للفلكلور - الدورة الأولى: دار أوبرا دمنهور من 7 إلى 11 ابريل 2013. المهرجان قدم عروضه بالمجان بدار أوبرا دمنهور. شاركت فيه ثلاث دول بجانب مصر وهي اندونسيا،  الهند، اليونان ويمثل مصر فيها 6 فرق محلية وهي: رضا للفنون الشعبية، البحيرة، فرقة الأقصر، فرقة النيل للالات الشعبية، فرقة التنورة التراثية وفرقة فرسان الشرق للتراث التابعة لدار الاوبرا.

### الدورة الثانية 2014
مهرجان دمنهور الدولى للفلكلور - الدورة الثانية: من إلى 3 أبريل 2014 بمشاركة 14 فرقة من ثماني دول عربية، وأجنبية هي: مصر، الإمارات، العراق، بلغاريا، رومانيا، الهند، اليونان وإندونيسيا.
كرم المهرجان ثلاث شخصيات من رموز وأعلام الفنون الشعبية الذين ساهموا بإبداعاتهم في إثراء هذا اللون من الفنون، وهم الموسيقار عطية شرارة، والمخرج عبد الرحمن الشافعي، ومصمم الاستعراضات الراحل كمال نعيم.

### الدورة الثالثة 2015
مهرجان دمنهور الدولى للفلكلور - الدورة الثالثة: من 1 إلى 5 مايو 2015 على مسرح دار أوبرا دمنهور بمشاركة 12 فرقة من 6 دول تنتمي لثلاث قارات من أوروبا وآسيا وإفريقيا وهي الجزائر، فلسطين، اليونان، إندونيسيا، توجو إلى جانب الفرق المصرية التي تقدم الفولكلور الشعبي لعدة محافظات هي المنوفية، بورسعيد، العريش، بنها التابعة لوزارة الشباب والرياضة، البحيرة، أسيوط، وفرقة فرسان الشرق للتراث والرقص المعاصر التي تشارك في حفل الافتتاح بعرض «مصر حضارة وتراث» و«النور الساطع» و«الجزائر»، الدبكة والفلكلور «فلسطين»، كريتونيس «اليونان»، الفنون الشعبية بفاليمبالج «إندونيسيا» وآمينو فيفى الفولكلورية «توجو».
الدورة كرمت 4 شخصيات من رموز وعلامات الفلكلور الشعبي الذين ساهموا بإبداعاتهم في إثراء هذا اللون من الفنون وهم: اسم المخرج الراحل صلاح السقا، الفنانة مشيرة إسماعيل، الكاتب والمؤلف والباحث في الفنون الشعبية الدكتور سميح شعلان والدكتور أحمد مرسي أستاذ الأدب الشعبي والفولكلور بجامعة القاهرة وعميد المعهد العالي للفنون الشعبية.

### الدورة الرابعة 2016
مهرجان دمنهور الدولي للفلكلور - الدورة الرابعة: من 1 ابريل إلى 7 أبريل 2016 بمسرح دار أوبرا دمنهور. شارك في المهرجان 16 فرقة فنون شعبية من 7 دول عربية وإفريقية واسيوية هي: السودان،  اندونيسيا،  الهند،فلسطين،  الصين والأردن. بجانب مصر التي يمثلها 9 فرق للفنون الشعبية هم: محبي السمسميه بالسويس، الغربية، المنيا، جامعة بنها، توشكى التلقائية، الحرية بالإسكندرية، الشرقيه، جامعة بورسعيد وفرقة بالية اوبرا القاهرة.

### الدورة الخامسة 2017
مهرجان دمنهور الدولي للفلكلور - الدورة الخامسة: من 1 إلى 7 أبريل 2017 افتتح المهرجان بدار الابرا بحضور قناصل الدول المشاركة. وشارك في المهرجان 14 فرقة فنون شعبية من 7 دول عربية وإفريقية وآسيوية وأوروبية هي الجزائر والهند والأردن والسنغال واليونان وسيريلانكا بجانب مصر التي تمثلها 7 فرق للفنون الشعبية يقدمون تراثهم الإقليمي وهم فرق: البحيرة والأقصر وبورسعيد وسوهاج للفنون الشعبية وفرقة قصر التذوق بالإسكندرية وفرقة الأراجوز المصري بقصر ثقافة شبرا الخيمة وفرقة منتخب جامعة سيناء.
تم تكريم رموز الفن الشعبى في مصر وهم: الفنانتان جمالات شيحة ورضا شيحة، (مطربتا الفن الشعبى الشهيرتين)، ومحمود عيسى، أقدم إدارى لفرقة التنورة المصرية، وعلى الجندي، مؤسس فرقة الاسكندرية للفنون الشعبية، وحسين العزبى، الفنان التشكيلى أحد أهم متخصصى المسرح الشعبى، والطفل تيام الدمنهوري، أصغر راقص تنورة بمصر.

### الدورة السادسة 2018
مهرجان دمنهور الدولي للفلكلور - الدورة السادسة: من 30 مارس إلى 7 أبريل 2018 ويقام المهرجان بالتعاون مع قطاع العلاقات الثقافية الخارجية، بمشاركة 18 فرقة من 9 دول عربية وأجنبية هي نيجيريا واندونيسيا وفيتنام والصين وسيريلانكا والبرازيل ولبنان والأردن وتونس بالإضافة إلى 9 فرق مصرية وهي: فرسان الشرق، رضا للفنون الشعبية، قصر التذوق بالإسكندرية، اسيوط للفنون الشعبية، الشرقية للفنون الشعبية، الوادي الجديد للفنون الشعبية، اسوان لذوى الاحتياجات الخاصة التابعة لوزارة الشباب والرياضة، الفنون الشعبية بمديرية الشباب والرياضة، سوهاج "وزارة الشباب والرياضة، حلايب وشلاتين للفنون الشعبية.
المقرر خلال المهرجان تكريم اسم الراحل عبد المنعم كامل رئيس دار الأوبرا السابق، والدكتور صلاح الراوي أستاذ الأدب الشعبى بأكاديمية الفنون، واسم الفنان الراحل الريس متقال، والفنان عبد الستار سليم، والفنان محمد رؤوف مطرب فرقة رضا الأسبق، وينى ميلار خونيديس المستشار الثقافى اليونانى الأسبق في مصر، والمطربة الشابة هند الراوي، والفنان اللبنانى جابريل شايبى.

## وصلات خارجية
- الموقع الرسمي للمهرجان على شبكة الانترنيت